# Impactos da pandemia de COVID-19 na televisão brasileira
A pandemia de COVID-19 encerrou ou atrasou a produção de programas de televisão no Brasil. Em alguns casos, jornalistas e apresentadores com mais de 60 anos que fazem parte do grupo de risco do coronavírus foram afastados por tempo indeterminado. As produções de teledramaturgia como: novelas, filmes e séries foram suspensas até que tudo normalizasse.
A TV Globo foi uma das primeiras emissoras de TV no país a implantar medidas de contenção da covid-19 como o fechamento dos Estúdios Globo, que ocasionou na suspensão de alguns programas de auditórios e gravações das novelas, além de ampliar os seus telejornais para dar maior cobertura a pandemia.
Veja abaixo, alguns dos impactos causados pela pandemia do coronavírus nas principais redes de TV do Brasil:

## Impactos

### TV Globo
Na TV Globo, programas como Domingão do Faustão, Encontro com Fátima Bernardes e o paredão do Big Brother Brasil 20 deixaram de ter a presença do auditório. O Mais Você teve a sua exibição suspensa temporariamente para preservar a saúde da apresentadora Ana Maria Braga, que está vulnerável ao vírus por estar em tratamento contra um câncer de pulmão – a atração foi substituída por uma extensão na duração do Bom Dia Brasil, que assim como outros telejornais, passou a ter mais ênfase sobre a pandemia. A emissora estreou o programa Combate ao Coronavírus. O Globo Esporte (foi incorporado ao Praça TV, devido a parada das competições) e Se Joga também deixaram de ser exibidos para darem lugar a programas especiais, telejornais locais e o Jornal Hoje para mais informações sobre o vírus. Boletins jornalísticos sobre os desdobramentos passaram a rodar na programação, além de dicas do quadro Bem Estar sobre formas de prevenção.
Na teledramaturgia, a emissora suspendeu temporariamente as gravações de telenovelas e séries. Com isso, Salve-se Quem Puder e Amor de Mãe tiveram a exibição de capítulos inéditos suspensas e passaram a ser substituídas por reprises de tramas anteriores. No horário das sete, Salve-se Quem Puder foi substituída por Totalmente Demais e posteriormente por Haja Coração, e no horário das nove, Amor de Mãe foi substituída por Fina Estampa em seguida por A Força do Querer. Já Nos Tempos do Imperador precisou ser adiada e Malhação: Toda Forma de Amar acabou sendo encurtada, e sua sucessora original, Malhação: Transformação, foi adiada para 2022. Ambas foram substituídas, por Novo Mundo (assumindo o horário, após o fim de Éramos Seis) e na sequência por Flor do Caribe e A Vida da Gente, e Malhação: Toda Forma de Amar foi substituída por Malhação: Viva a Diferença e posteriormente por Malhação Sonhos. A emissora também anunciou o fechamento por tempo indeterminado dos Estúdios Globo.
Os jornalistas Chico Pinheiro e Carlos Tramontina deixam temporariamente o Bom Dia Brasil e SP2, respectivamente; No Big Brother Brasil 20 os participantes do programa foram informados sobre a doença e ocorreu uma videoconferência com um médico sobre os cuidados a serem tomados. O jornalista da TV Clube Marcelo Magno foi diagnosticado com coronavírus. Devido a internação do apresentador, a afiliada da Globo no Piauí transmitiu o NE1 da TV Globo Nordeste.
Em março de 2021, por determinação do decreto da Prefeitura do Rio de Janeiro, que passa a cidade para a fase vermelha e pela nova onda de contaminação, a emissora reduziu novamente as gravações de Um Lugar ao Sol, tendo que escalar Império (2014–15) para substituir Amor de Mãe (já concluída). A medida também reduziu o ritmo de gravações dos Estúdios Globo. Em 23 de março, a emissora voltou a paralisar as gravações das telenovelas até o dia 19 de abril, mantendo apenas as equipes do Big Brother Brasil 21, Encontro com Fátima Bernardes, É de Casa, Caldeirão do Huck e Se Joga em suas funções normalmente. Já as produções do Mais Você, Altas Horas e Domingão do Faustão seguem em avaliação interna, podendo voltar a gravar os programas em formato remoto. O The Voice Kids teve sua estreia adiada em um mês, enquanto o No Limite, como será produzido fora dos Estúdios Globo, não terá sua produção afetada. Já o Mestre do Sabor, está com sua temporada totalmente produzida e não será afetada pela pandemia.
A apresentadora Glória Maria deixou temporariamente o comando do Globo Repórter, passando a gravar participações diretamente de sua casa, enquanto que Sandra Annenberg passa a apresentar o programa nos estúdios. Já Caco Barcellos, por ser também do grupo de risco, continuará apresentando de sua casa o Profissão Repórter.

### SBT
O SBT recomendou que não fossem convidados artistas e personalidades acima de 65 anos para participar de seus programas. Atrações como Roda a Roda e Domingo Legal foram apresentados sem a presença da plateia. O Programa Raul Gil teve as gravações canceladas a pedido do apresentador titular, enquanto o humorístico A Praça É Nossa foi substituído por reprises, pouco depois de estrear sua nova temporada. Já as gravações da nova temporada de As Aventuras de Poliana e todas as produções da emissora foram interrompidas, passando a exibir programas inéditos gravados e em seguida reprises, sendo mantido apenas o Fofocalizando, SBT Brasil, Primeiro Impacto e Conexão Repórter que passaram a ficar de plantão, além da ampliação dos telejornais locais. Silvia Abravanel deixa temporariamente o comando do Bom Dia & Cia. O jornalista Carlos Nascimento deixa temporariamente por tempo indeterminado como forma de preservar a sua saúde já que é do grupo de risco, sendo substituído por Darlisson Dutra no comando do principal telejornal da rede, enquanto que Marcelo Torres segue em quarentena;

### RecordTV
Na RecordTV, as gravações do The Four Brasil passaram a sofrer redução de público, passando a ter 40 pessoas. Os programas dominicais tiveram que deixar a grade de programação, com exceção do Hora do Faro, que continua sendo exibido normalmente, devido ao fato de possuir uma boa frente de programas gravados. Também deixaram a grade: o investigativo Em Nome da Justiça, que foi substituído por um plantão especial sobre o novo coronavírus, o Coronavírus - Plantão, apresentado por Luiz Bacci e o Esporte Fantástico por uma edição estendida do Fala Brasil - Edição de Sábado. As gravações das novelas Amor sem Igual e de Gênesis foram interrompidas em definitivo, além da segunda ter sua estreia, inicialmente prevista para o dia 14 de abril, adiada. Celso Freitas deixou temporariamente o comando do Jornal da Record, sendo substituído interinamente por Sérgio Aguiar, assim como Geraldo Luis e Renato Lombardi que deixaram provisoriamente o Balanço Geral SP por fazerem parte do grupo de risco, sendo substituídos por Matheus Furlan. A apresentadora do Hoje em Dia, Ana Hickmann, optou em se manter na quarentena após apresentar negativo para os sintomas do coronavírus, deixando temporariamente o comando do programa;

### Rede Bandeirantes
Na Rede Bandeirantes, Silvia Poppovic se afasta temporariamente do Aqui na Band. Catia Fonseca comanda o programa Melhor da Tarde com Catia Fonseca em sua residência. O apresentador José Luiz Datena irá comandar o Brasil Urgente diretamente de sua casa. As gravações da sétima temporada da versão principal do MasterChef Brasil foram canceladas por tempo indeterminado, culminando numa possível não exibição do mesmo, além do adiamento da versão com celebridades, podendo virar especial de fim de ano ou ser exibido no próximo ano.

### RedeTV!
Na RedeTV!, o programa Encrenca do dia 15 de março foi apresentado sem a presença da plateia. Seguindo exemplo de outras emissoras, foram afastados: Nelson Rubens, Boris Casoy e o humorista Dennys Motta. No caso dos dois primeiros, se deve ao fato de pertencerem ao grupo de risco e o último está em estado de quarentena. As gravações de diversas atrações do canal passaram a ser sem a presença do público, foram suspensos temporariamente os programas Papo de Bola, Bola na Rede, além do Mariana Godoy Entrevista, Documento Verdade e o Datavenia, para exibição de um telejornal sobre o coronavírus;

### TV Cultura
A TV Cultura suspendeu temporariamente a gravação dos programas Café Filosófico, Metrópolis, Papo de Mãe, Persona em Foco, #Provoca, Quintal da Cultura e Sr. Brasil, com exibição de programas inéditos e reprises. O Roda Viva sofrerá alterações e alguns convidados participarão à distância através de videoconferência, como foi feito na entrevista com Ciro Gomes. O jornalista Aldo Quiroga apresentou o JC1 direto de casa, pois voltou de uma viagem de trabalho ao Chile;

### TV Gazeta
A TV Gazeta suspendeu temporariamente o programa Gazeta Esportiva e passou a exibir o Plantão de Saúde – Coronavírus. A apresentadora do Mulheres, Regina Volpato foi afastada da emissora, ficando em quarentena após apresentar tosses, sendo substituída por Regiane Tápias. A emissora afastou temporariamente os comentaristas Chico Lang e Alberto Helena Júnior e José Nêumanne Pinto passou a comentar o Jornal da Gazeta em sua residência. O programa Revista da Cidade, foi suspenso temporariamente, exibindo até às 11h30 o programa Gazeta Shopping. O programa Fofoca Aí ganha meia hora de duração, sendo exibido até às 15h;

### TV Aparecida
Na TV Aparecida, Claudete Troiano coapresentou o programa Santa Receita diretamente de sua casa. A emissora passou a transmitir as celebrações da Arquidiocese de Aparecida a partir da Capela dos Apóstolos, sem a presença de fiéis, além de exibir as Missas do Papa Francisco e a Central da Esperança; A suspensão de missas em diversas dioceses forçou as pessoas a procurarem missas online, e de acordo com dados do Google Analytics, a estimativa é que a audiência das emissoras tenha crescido em 300% no meio digital. O coordenador da Signis Brasil TV e funcionário da Associação Evangelizar é Preciso, Geizom Sokacheski, explica que as emissoras católicas de TV e rádio têm atingido diariamente índices de audiência elevados. "Canais até então menos assistidos tem superado canais que antes tinham posições acima em algumas faixas de horários", ressalta. Um bom exemplo desta alavancada na audiência das emissoras católicas, foi o índice que a TV Aparecida alcançou no dia 29 de março de 2020, cravando a terceira colocação no horário da transmissão da Missa do Santuário de Aparecida, e ficando atrás apenas da TV Globo e do SBT. A TV Cultura, que transmitia a mesma missa no horário, ficou em quarto lugar. Se somadas as audiências da TV Aparecida e da TV Cultura, a missa de Aparecida ficou em segundo lugar na audiência, ou seja, à frente do SBT, e atrás apenas da Globo.

### CNN Brasil
A CNN Brasil seguiu com a programação de seus telejornais, com mudanças feitas para não propagação do coronavírus. Em 28 de março uma funcionária foi diagnosticada com COVID-19 e afastada. No dia 30 de março, Mari Palma - âncora do Live CNN - foi diagnosticada com o coronavírus e anunciou seu afastamento da emissora, juntamente com seu namorado, também apresentador do Live CNN, Phelipe Siani. Juliana Faddul, produtora do jornalístico apresentado por Palma e Siani, testou positivo dois dias após Mari. Após as confirmações, cerca de 180 funcionários foram afastados das sedes da emissora, por precaução ou contaminação, passando a realizar home office. Mesmo após o afastamento de profissionais e medidas tomadas pela CNN Brasil, diversos profissionais se contaminaram, como Luciana Barreto.

## Especiais apresentados
| Emissora          | Programa                                         | Apresentador                                  | Exibição | Ref    |
| ----------------- | ------------------------------------------------ | --------------------------------------------- | --- | ------ |
| TV Globo          | Combate ao Coronavírus                           | Márcio Gomes                                  | Segunda a sexta: 10h00 às 12h00 (17 de março - 17 de abril) 9h50 às 10h45 (20 de abril - 22 de maio)                                                   | [ 51 ] |
| TV Globo          | Pandemia de Coronavírus                          | Renata Vasconcellos                           | Intervalos do Vale a Pena Ver de Novo e Malhação | [ 51 ] |
| RecordTV          | Coronavírus - Plantão                            | Luiz Bacci (19 de março - 17 de abril)        | Quinta-feira: 22h30 às 23h45 (19 de março - 4 de junho) como programa próprio (19 de março - presente) como plantões gravados e quadros de telejornais | [ 52 ] |
| RecordTV          | Coronavírus - Plantão                            | Eduardo Ribeiro (23 de abril - 4 de junho)    | Quinta-feira: 22h30 às 23h45 (19 de março - 4 de junho) como programa próprio (19 de março - presente) como plantões gravados e quadros de telejornais | [ 52 ] |
| RecordTV          | Coronavírus - Plantão                            | Adriana Araújo (intervalo da programação)     | Intervalo da programação diária com plantões gravados                                                                                                  | [ 52 ] |
| SBT               | A Guerra ao Coronavírus                          | Carlos Nascimento (16 de março - 16 de abril) | Intervalo da programação vespertina |        |
| SBT               | Conexão Repórter - Especial: O Inimigo Invisível | Roberto Cabrini                               | Segunda-feira: 23h30 às 1h15 (23 de março - 1 de junho)                                                                                                | [ 53 ] |
| Rede Bandeirantes | Boletim Coronavírus                              | Eduardo Oinegue                               | Intervalo da programação |        |
| TV Gazeta         | Plantão da Saúde                                 | Michelle Giannella e Celso Cardoso            | Segunda a sexta: 18h00 às 19h00 (19 de março - 3 de julho)                                                                                             | [ 54 ] |
| RedeTV!           | Saúde e Você                                     | Duda Rodrigues                                | Domingo: 12h45 às 13h00 |        |

## Produções interrompidas
| Produção                      | Conteúdo              | Emissora    | Ref.   |
| ----------------------------- | --------------------- | ----------- | ------ |
| Amor de Mãe                   | Telenovela            | TV Globo    | [ 55 ] |
| Altas Horas                   | Entrevistas           | TV Globo    | [ 56 ] |
| Amor sem Igual                | Telenovela            | RecordTV    | [ 57 ] |
| Poliana Moça                  | Telenovela            | SBT         | [ 58 ] |
| Bate-Bola                     | Futebol               | ESPN Brasil | [ 59 ] |
| Conversa com Bial             | Talk show             | TV Globo    | [ 60 ] |
| Encontro com Fátima Bernardes | Programa de auditório | TV Globo    | [ 61 ] |
| Gênesis                       | Telenovela            | RecordTV    | [ 57 ] |
| Globo Esporte                 | Esportes              | TV Globo    | [ 62 ] |
| Greg News                     | Late-night talk show  | HBO Brasil  | [ 63 ] |
| Linha de Passe                | Futebol               | ESPN Brasil | [ 64 ] |
| Mais Você                     | Variedades            | TV Globo    | [ 61 ] |
| Nos Tempos do Imperador       | Telenovela            | TV Globo    | [ 55 ] |
| Programa da Maisa             | Programa de auditório | SBT         | [ 65 ] |
| Programa Raul Gil             | Programa de auditório | SBT         | [ 66 ] |
| Salve-se Quem Puder           | Telenovela            | TV Globo    | [ 55 ] |
| Segunda Chamada               | Série de televisão    | TV Globo    | [ 60 ] |
| Se Joga                       | Programa de auditório | TV Globo    | [ 61 ] |
| The Voice Kids                | Talent show musical   | TV Globo    | [ 67 ] |
| The Noite com Danilo Gentili  | Talk show             | SBT         | [ 68 ] |

## Retomada das atividades

### TV Globo
Na TV Globo alguns programas de auditório, volta a ser gravados nos Estúdios Globo, sem a presença da plateia como o Domingão do Faustão em que o apresentador Fausto Silva apresentava de casa desde o dia 23 de agosto. Já o Caldeirão do Huck volta a ser gravado nos estúdios com plateia virtual. Acaba o programa Combate ao Coronavírus. O programa Encontro com Fátima Bernardes volta a ser exibido com convidados virtualmente com um quadro com Ana Maria Braga gravado em casa. O programa talent show The Voice Kids, com os participantes virtualmente. O programa Altas Horas é apresentado de casa por Serginho Groisman. O humorístico Zorra volta a ser exibido com o elenco em casa.
Na teledramaturgia voltam a ser gravadas as novelas Amor de Mãe, Salve-se Quem Puder, Nos Tempos do Imperador, Um Lugar ao Sol e Quanto Mais Vida, Melhor!, mas só vão ser exibidos em 2021, e foram gravados dois episódios especiais da série Sob Pressão.
O uso de máscaras passa a ser obrigatório nos telejornais da emissora. No caso do Se Joga, Altas Horas e Mais Você, esses programas ainda seguiam sem data de retorno as atividades. Com o retorno dos campeonatos estaduais e a estreia do Brasileirão 2020, o Globo Esporte volta a grade diária em suas edições local e nacional a partir de agosto. Já a versão adulta do The Voice Brasil também não teve a presença da plateia e usará câmeras robô. Os figurinos do apresentador e dos repórteres serão separados. A cantora Ivete Sangalo é substituída por Carlinhos Brown que volta a versão adulta através de um pedido pessoal.
Em julho, teve o retorno do Altas Horas, mas realizado em formato remoto e em outubro a volta do Mais Você na grade matinal, sendo exibido temporariamente na casa da apresentadora titular até a mudança para o novo local. Apenas o Se Joga até então seguia sem data de retorno, sendo supostamente cancelado. Após várias especulações, o programa retornou no dia 6 de março de 2021, agora aos sábados.
A exibição de Malhação: Transformação foi transferida para o ano de 2022. Sendo assim, a reprise de Malhação Sonhos ocupou a faixa no lugar de Malhação: Viva a Diferença.
Após cinco meses sendo gravado na residência de Serginho Groisman e seus convidados, o programa Altas Horas volta a ser gravado em estúdio, mas usando platéia virtual (a exemplo do Caldeirão do Huck e Domingão do Faustão) e com o distanciamento social entre os convidados e os músicos. Convidados do grupo de risco ainda participam virtualmente.
A 4.ª e 5.ª temporada do Conversa com Bial foram realizadas na casa do apresentador através de videochamada com os convidados.
Já o Big Brother Brasil 21 passou por algumas mudanças com relação as temporadas anteriores. Assim como o 20, houve testes periódicos de COVID-19 entre os participantes, além dos resultados do paredão acontecerem sem a presença da plateia e os shows sendo realizados virtualmente.
Chico Pinheiro, Glória Maria e Caco Barcellos retornaram as suas atividades presenciais no Bom Dia Brasil, Globo Repórter e Profissão Repórter. Após serem imunizados, contra a Covid-19 respectivamente.
Em junho, por conta dos impactos da pandemia nas gravações das novelas. A Globo optou por adiar, a estreia de Quanto Mais Vida, Melhor!. E após o fim de Salve-se Quem Puder (já finalizada), exibiu uma edição especial de Pega Pega (2017). Enquanto adianta as filmagens, da próxima obra inédita das 19h.
Com as gravações do talent show The Masked Singer Brasil, apresentado por Ivete Sangalo, dá início na emissora a partir daí a contar com a presença de plateia em seus programas pela primeira vez desde o início da pandemia de COVID-19. Para participar, os 240 convidados precisaram apresentar comprovantes de vacinação e serem testados com um exame PCR dois dias antes das gravações serem realizadas.
Lançada em agosto de 2021, Nos Tempos do Imperador, é a primeira novela inédita a estrear na TV Globo desde o início da pandemia. Até então, após o fim de Éramos Seis a emissora exibiu reprises especiais. De tramas do próprio horário, como forma de ganhar tempo para gravar mais da metade da obra inédita.
Em agosto, com a estreia do Caldeirão com Mion agora com apresentação de Marcos Mion. A atração foi a primeira a retomar às gravações com plateia nos Estúdios Globo, o The Masked Singer Brasil de fato foi o primeiro programa da emissora a ter plateia desde o início da pandemia. Mas ele não foi gravado nos estúdios, e sim num hotel situado em São Paulo. O Domingão com Huck e a 10.ª temporada do The Voice Brasil, também contaram com a presença de plateias de vacinados em suas gravações.
Em 13 de setembro de 2021, foram finalizadas as gravações de Um Lugar ao Sol, com a trama sendo levada ao ar completamente gravada. Sua estreia aconteceu em 8 de novembro, no lugar da re-exibição de Império. A mesma coisa aconteceu com Quando Mais Vida Melhor!, que teve sua filmagens encerradas em 29 de novembro, uma semana depois do seu início na televisão, em 22 de novembro, no lugar da reprise de Pega Pega.

### SBT
No SBT alguns programas são apresentados nos estúdios sem a presença da plateia como o Domingo Legal, até ser adotado o método de plateia virtual, com reações gravadas do público em suas casas. As provas do quadro Passa ou Repassa passaram por readaptações, obedecendo o distanciamento social, entre eles a tradicional torta na cara, que agora passa a ser usada uma máquina de disparo, evitando que os participantes se toquem. O humorístico A Praça É Nossa é apresentado em casa por Carlos Alberto de Nóbrega e o The Noite com Danilo Gentili volta a ser exibido com os convidados virtualmente. Chegaram a ser retomadas das gravações do game show Topa ou Não Topa, mas sem a presença da plateia, porém, decidiu por cancelar as gravações e substituir pela reprise do Máquina da Fama após o esgotamento de episódios do mesmo, devido aos problemas no elenco. O Programa da Maisa volta a gravar com os convidados e lives, tendo a presença de plateia virtual nos mesmos moldes do Domingo Legal e do Programa do Ratinho (até outubro). Esquadrão da Moda e o Eliana também em esquema de equipes reduzidas e utilizando lives.
As demais atrações, com exceção dos telejornais, Conexão Repórter (até sua extinção) e o Fofocalizando (posteriormente substituído pelo Triturando) seguem com as gravações paralisadas. A recomendação é que pessoas acima de 60 anos e que fazem parte do grupo de risco sigam afastadas.
O Programa do Ratinho voltou a ter a presença da platéia com apenas 30 pessoas a partir de 19 de outubro com a realização de testes e uso obrigatório de máscara, porém, após o apresentador titular ter sido diagnosticado com o novo coronavírus, as gravações foram temporariamente suspensas, assim como as do The Noite com Danilo Gentili devido ao contato de Ratinho com Danilo Gentili. Na semana seguinte, os dois programas voltam a ser produzidos, sendo o primeiro ao vivo. As produções da novela Poliana Moça foram transferidas para o segundo semestre de 2021, bem como a exibição para 2022, ocasionando na dispensa de todo o elenco da novela e da equipe técnica, sendo recontratados assim que as gravações voltarem.

### RecordTV
Na RecordTV, o programa Hora do Faro é exibido em estúdio sem a presença de plateia e com convidados virtualmente. As dançarinas passam a fazer suas coreografias em bolhas individuais de plástico. O jornalístico Em Nome da Justiça volta a ser exibido. O programa Balanço Geral volta a ser apresentado por Reinaldo Gottino ,sendo que o jornalista Renato Lombardi volta a fazer comentários em casa. Percival de Souza comenta o Cidade Alerta direto de sua casa. A décima segunda temporada do reality show A Fazenda, teve testes diários com os pré-confinados, eliminando quem apresentar os sintomas da COVID-19. Foram postos 4 substitutos caso haja algum problema. A interação entre os escolhidos pela roça e o apresentador Marcos Mion foram feitas através de telões e as fichas contendo as funções do dia foram substituídas por monitores. A plateia do reality show durante a estreia e a grande final foram inseridas dentro de bolhas individuais de plástico.
Em 10 de agosto de 2020, voltaram a ser gravadas as novelas Amor sem Igual e sua substituta Gênesis.
Também adotou o uso obrigatório de máscaras nas gravações de reportagens e links ao vivo.

### RedeTV!
Na RedeTV!, o programa Encrenca  é apresentado sem a presença da plateia. O programa Mariana Godoy Entrevista é extinto, pois a apresentadora deixou a emissora.

### TV Cultura
Na TV Cultura, o programa Roda Viva entrevista os entrevistados virtualmente, salvo algumas entrevistas.
A emissora também adotou o uso obrigatório de máscaras nas gravações de reportagens e links ao vivo.

### TV Gazeta
Na TV Gazeta, volta a ser exibido os programas Gazeta Esportiva, Revista da Manhã e Mesa Redonda.

### Band
Catia Fonseca comanda o programa Melhor da Tarde com Catia Fonseca em sua residência. O apresentador José Luiz Datena  comanda o Brasil Urgente diretamente de sua casa. O talent show MasterChef Brasil é exibido com novas regras e cada episódio do programa tem um vencedor. Além de ser exibido o especial "Você Torceu Aqui".

### TV Aparecida
A TV Aparecida continua mantendo seus funcionários pertencentes ao grupo de risco afastados de suas funções, além de autorizar a presença remota. O uso de máscara passa a ser obrigatório na gravação de reportagens e entrevistas.

## Debates eleitorais
As emissoras como o SBT, RecordTV, TV Globo (São Paulo, Rio de Janeiro, Belo Horizonte, Recife e Salvador), RedeTV!, CNN Brasil e GloboNews decidiram pelo cancelamento dos debates no primeiro turno das eleições municipais temendo aglomerações por conta do alto número de candidatos a prefeito, o que colocaria em risco a equipe técnica e os jornalistas, transferindo os encontros para o segundo turno devido ao confronto de apenas dois candidatos. As afiliadas das emissoras abertas (com exceção da Globo) em substituição aos debates, optaram por realizar sabatinas presenciais e online, além de ampliar o jornalismo no pleito eleitoral, decisão que foi bastante criticada pelos partidos políticos. Apenas a Rede Bandeirantes realizou seu debate normalmente nas filiais, mas sem a presença da plateia. Já a TV Cultura também fez o seu debate para a prefeitura de São Paulo, após as concorrentes desistirem de realizar o encontro entre os candidatos.